# André da Rocha Pinto
André da Rocha Pinto foi um bandeirante encarregado na década de 1720 por Pedro Leolino Mariz de explorar a região do atual município de Ituaçu e proximidades, combatendo os indígenas e permitindo a ocupação portuguesa desta área. Morreu c. 1732 durante batalha contra os Aimorés.

### Biografia por Francisco de Assis Carvalho Franco
"Sertanista baiano, cunhado de Damaso Coelho da Pina, têve o posto de Coronel e foi morador em Nossa Senhora do Livramento do rio de Contas, onde foi juiz ordinário. Bateu-se contra os negros dos Palmares ao tempo de Domingos Jorge Velho. Em 1725 combateu os tupinambás de cuja conquista estava encarregado seu cunhado Damaso Coelho. O seu principal feito porém foi entrar como primeiro cabo da bandeira que foi explorando o rio das Contas até o rio Verde e cabeceiras do rio Pardo. Uma manga da sua bandeira desceu pelo rio das Contas, até perto da sua foz, para ver a espessura da mata do vale do rio. A canoa em que iam submergiu e salvaram-se em uma ilha, de onde foram conduzidos pelos jesuítas de Porto Seguro, que tinham uma fazenda próxima ao rio. Ainda em 1732 o Coronel André Pinto lutava na conquista dos índios. Reclamou do Conde de Sabugosa recursos contra os gongaios e erancaios, da raça dos aimorés, situados e fortificados na Lagoa Dourada. Êsses selvícolas impediam as investigações que então fazia, auxiliado por Manuel Queiroz de Sampaio e João Peixoto Viegas, das areias auríferas dos contornos. Os socorros foram levados pelo Capitão-mor Domingos Carneiro Baracho, que iria em direção à Lagoa Taipe e daí em direitura à serra dos Aimorés e depois à Lagoa Dourada, que devia conquistar e fortificar, para assegurar a campanha e ir em busca de André da Rocha Pinto. Mas êste viu empalidecer a sua estrêla, pois, chamado por Carneiro Baracho, que se viu rudemente atacado pelos botocudos, acudiu mas pereceu na ação" (FRANCO, p. 300).

### Descrição por Felisbello Freire
"De entre os serviços prestados pelo conde de Sabugosa, destaca-se: Desinfetou parte do sertão do Rio de Contas do gentio bravo que occupavam e se acham naquelle paiz mais de 100 fazendas de gado povoadas novamente e está o coronel André da Rocha Pinto com arraial e ordem para continuar aquella conquista"  (FREIRE, p. 100).
"O povoamento das cabeceiras do rio das Contas e a vida civil e administrativa, creada pela necessidade da mineração, derão em resultado a exploração das regiões circumvisinhas. Entrou o coronel André da Rocha Pinto, como primeiro cabo da bandeira, que se dividiu em outras, para tomarem direcção differente, do rio das Contas até o rio Verde e cabeceiras do rio S. Matheus. Uma dellas desceu pelo rio das Contas, até perto de sua foz, para ver a espessura da matta do valle do rio. A canôa em que ião submergio-se e salvaram-se em uma ilha, de onde foram conduzidos pelos jesuítas de Porto Seguro, que tinham uma fazenda próxima ao rio. Em 1732, ainda o capitão André Pinto luctava na conquista dos indios. Foi obrigado a pedir auxílio ao governo da Bahia, em vista de muitas nações de gentios barbaros que não podiam vencer com os elementos que lhe restava. Achava-se então no arraial de Campos de S. Pedro. A tribu que resistia a André Pinto era a do Aymorés, situados e fortificados na Lagôa Dourada. Os socorros forão levados pelo Capitão mór Domingos Carneiro Baracho, que iria em direcção à Lagôa Tahype e dahi em direitura á serra dos Aymorés e depois a Lagôa Dourada, que devia fortificar para segurar a campanha e ir em busca de André. Si, porém, os Aymorés recebessem combate, chamar André Pinto. Realisou-se essa hypothese, custando a morte deste bandeirante"  (FREIRE, p. 160-161).